# Pasquale Camassa
Pasquale Camassa (Brindisi, 24 dicembre 1858 – Mesagne, 10 dicembre 1941) è stato un presbitero, bibliotecario e storico italiano.

## Biografia
Il sacerdote Pasquale Camassa è stato uno dei principali artefici della divulgazione della cultura e dell'istruzione alla popolazione locale a Brindisi. 
Nel 1890 subentrò a Giovanni Tarantini nella direzione del Museo civico. 
Amato dalla popolazione locale, “Papa Pascalinu”, come era conosciuto dai brindisini, fu promotore di innumerevoli iniziative culturali: fondò nel 1921 la “Brigata degli amanti della storia e dell'arte”, un'associazione culturale che organizzava regolarmente presso la sede del Museo civico riunioni in cui il Camassa era solito invitare letterati, scienziati ed artisti. 
Camassa morì a Mesagne il 10 dicembre 1941, dopo che la sua casa in Brindisi era stata distrutta da un bombardamento aereo.

## Scritti
- Cenno storico di s. Oronzo, protomartire salentino, Brindisi 1894.
- Guida di Brindisi, Brindisi 1897 e 1910.
- Brindisini illustri, Brindisi 1909.
- Breve cenno storico dei santi fratelli minori Cosimo e Damiano con suppliche ed inno, Brindisi 1914.
- Cenno storico di S. Pasquale Baylon: con preghiere al medesimo, Taranto 1923.
- La romanità di Brindisi attraverso la sua storia e i suoi avanzi monumentali, Brindisi 1934.